# 14 septembre
14 août 14 octobre
Chronologies thématiques
- Croisades
- Ferroviaires
- Sports
- Disney
- Anarchisme
- Catholicisme

Abréviations / Voir aussi
- (° 1852) = né en 1852
- († 1885) = mort en 1885
- a.s. = calendrier julien
- n.s. = calendrier grégorien
- Calendrier
- Calendrier perpétuel
- Liste de calendriers
- Naissances du jour

Pour les articles homonymes, voir Quatorze-Septembre.
Le 14 septembre est le 257e jour de l'année du calendrier grégorien, 258e lorsqu'elle est bissextile. Il reste ensuite 108 jours avant la fin de l'année civile.
C'était généralement l'équivalent du 28 fructidor du calendrier républicain français, officiellement dénommé jour du maïs.

## Événements

### Iersiècleav. J.-C.
- (ou 10 septembre) -58 (voire -56) : le chef gallo-germain Arioviste repasse le Rhin à la nage battu et blessé par les Romains à l'issue d'une bataille entre Cernay et Wittelsheim en actuelle Alsace[1].

### VIesiècle
- 533 : entrée de Bélisaire dans Carthage.

### XIIesiècle
- 1180 : bataille d'Ishibashiyama (guerre de Genpei), victoire des Taira sur les Minamoto.

### XIIIesiècle
- 1219 : inondation de Grenoble, catastrophe survenue dans la nuit du 14 au 15 septembre.

### XVIIesiècle
- 1641 : signature du traité de Péronne, par lequel Honoré II de Monaco assure au roi de France Louis XIII la tutelle de ses territoires.

### XVIIIesiècle
- 1791 : Olympe de Gouges publie la Déclaration des droits de la femme et de la citoyenne.

### XIXesiècle
- 1812 : prise de Moscou par Napoléon Ier.
- 1829 : traité d'Andrinople (guerre russo-turque), affirmant l'échange de possessions entre les deux nations.
- 1867 : première parution du Capital par Karl Marx.

### XXesiècle
- 1901 : Theodore Roosevelt devient président des États-Unis.
- 1954 : exercice nucléaire de Totskoïe, en URSS.
- 1960 : naissance de l'OPEP.

### XXIesiècle
- 2011 : 
  - résolution no 2005, du Conseil de sécurité des Nations unies, sur la situation en Sierra Leone.
  - résolution no 2006, du Conseil de sécurité des Nations unies, sur le tribunal international chargé de juger les personnes accusées d’actes de génocide, ou d’autres violations graves du droit international humanitaire, commis sur le territoire du Rwanda, et les citoyens rwandais accusés de tels actes ou violations commis sur le territoire d’États voisins, entre le 1er janvier et le 31 décembre 1994.
  - résolution no 2007, du Conseil de sécurité des Nations unies, sur le tribunal international chargé de juger les personnes accusées de violations graves du droit international humanitaire, commises sur le territoire de l’ex-Yougoslavie, depuis 1991.
- 2019 : attaque d'Abqaïq et de Khurais, diminuant la production pétrolière saoudienne de 60 %.
- 2022 : des affrontements opposent le Kirghizistan et le Tadjikistan à cause d'un litige sur le tracé de la frontière entre les deux pays[2].

## Arts, culture et religion
- 1814 : Francis Scott Key écrit le poème The Star-Spangled Banner, futur hymne des États-Unis[3] (voir la veille).
- 1994 : sortie en salles du film "Léon" de Luc Besson[4].
- 2001 : sortie, au Japon, d’une nouvelle console de jeux vidéo de Nintendo, dénommée le GameCube.
- 2008 : le pape Benoît XVI chante avec 150 000 pèlerins à Lourdes pour le 150e anniversaire des apparitions à sainte Bernadette[5].

## Sciences et techniques
- 1959 : fin de mission de la Luna 2.
- 1968 : lancement de la Zond 5.
- 2013 : au Centre spatial de Uchinoura, lancement de la fusée spatiale japonaise Epsilon par la JAXA.
- 2015 : première observation directe des ondes gravitationnelles[6].
- 2020 : annonce par le Grand réseau d'antennes millimétrique/submillimétrique de l'Atacama et le James Clerk Maxwell Telescope de la découverte de phosphine, une possible biosignature dans le spectre de l'atmosphère de Vénus, avec un concentration estimée à environ 20 parties par milliard[7].

## Économie et société
- 2000 : en Indonésie, un attentat au véhicule piégé visant la Bourse de Jakarta fait 15 morts.
- 2015 : de violents incendies de forêt ont lieu en Californie.
- 2017 : en Irak, à Nassiriya, des attentats font au moins 84 morts.
- 2024 : des inondations liées à la tempête Boris touchent l'Autriche, la Tchéquie, le sud de la Pologne, la Roumanie, la Slovaquie, puis s'étendent à l'Allemagne, la Hongrie puis la Slovénie et causent au moins 21 morts et de gros dégâts[8].

## Naissances

### XVesiècle
- 1495 : Louis X de Bavière, duc de Bavière († 22 avril 1545).

### XVIesiècle
- 1580 : Francisco de Quevedo y Villegas, écrivain espagnol († 8 septembre 1645).

### XVIIesiècle
- 1610 : Carlo Cerri, cardinal italien († 14 mai 1690).
- 1648 : Louis Nicolas Le Tonnelier de Breteuil, baron de Preuilly en Touraine et officier de la maison du Roi († 24 mai 1728).
- 1665 : Michel Félibien, moine bénédictin français († 25 septembre 1719).
- 1674 : Giovanni Antonio Guadagni, évêque et cardinal italien († 15 janvier 1759).

### XVIIIesiècle
- 1731 : Louis-Félix Guynement de Kéralio, militaire et académicien français († 10 décembre 1793).
- 1757 : Jean-Jacques Lequeu, architecte et dessinateur français († 28 mars 1826).
- 1759 : Jean-Baptiste-Pierre Jullien de Courcelles, historiographe et magistrat français († 24 juillet 1834).
- 1760 : Luigi Cherubini, compositeur italien († 15 mars 1842).
- 1769 : Alexander von Humboldt, naturaliste et explorateur allemand († 6 mai 1859).
- 1783 : Henry Johnson, gouverneur et sénateur américain († 4 septembre 1864).

### XIXesiècle
- 1804 : John Gould, ornithologue et naturaliste britannique († 3 février 1881).
- 1808 : 
  - Edwin Atwater, homme d'affaires et administrateur canadien († 18 juin 1874).
  - Rodolfo Amando Philippi, naturaliste chilien d’origine allemande († 23 juillet 1904).
- 1829 : André Moinier, homme politique français († 11 mars 1880).
- 1831 : Joseph de Miribel, général français († 12 septembre 1893).
- 1832 :
  - Dmitri Arseniev (Дмитрий Сергеевич Арсенье), militaire et écrivain russe († 14 septembre 1915).
  - Félix Vogeli, homme politique français († 1er juin 1910).
- 1836 : Alfred Swineford, homme politique démocrate américain († 26 octobre 1909).
- 1844 : Annibale Riccò, astronome et universitaire italien († 23 septembre 1919).
- 1845 : Charles Oberthür, entomologiste français († 1er juin 1924).
- 1847 : Pavel Iablotchkov (Павел Николаевич Яблочков), électrotechnicien russe († 6 avril 1894).
- 1849 : Ivan Pavlov (Иван Петрович Павлов), médecin russe, prix Nobel de physiologie ou médecine en 1904 († 27 février 1936).
- 1853 : Marc-Emile Ruchet, homme politique suisse († 13 juillet 1912).
- 1862 : Eugen Ehrlich, juriste et sociologue autrichien († 2 mai 1922).
- 1868 : Théodore Botrel, auteur-compositeur-interprète français († 26 juillet 1925).
- 1871 : Karl Joseph Schulte, prélat allemand († 11 mars 1941).
- 1875 : Galandou Diouf, homme politique sénégalais († 6 août 1941).
- 1876 : César Klein, peintre, graphiste et scénographe allemand († 13 mars 1954).
- 1877 : Leonhard Seppala, musher norvégo-américain († 28 janvier 1967).
- 1879 : Margaret Sanger, militante féministe et infirmière américaine († 6 septembre 1966).
- 1880 : 
  - Jean-Pierre Esteva, militaire, amiral et homme politique français († 11 janvier 1951).
  - Archie Hahn, athlète américain († 21 janvier 1955).
  - Émile Abry, proviseur français († 14 juin 1957).
- 1882 : William S. Darling, directeur artistique américain d'origine hongroise († 15 septembre 1964).
- 1883 : Georges Maire, homme politique français († 3 avril 1956).
- 1885 : 
  - Rafael Blomstedt, architecte finlandais († 21 mars 1950).
  - Ludwig Hilberseimer, architecte et urbaniste allemand († 6 mai 1967).
- 1886 : 
  - Erich Hoepner, général allemand († 8 août 1944).
  - Stanley Ketchel, boxeur américain d'origine polonaise († 15 octobre 1910).
  - Joseph Merlot, homme politique belge, plusieurs fois ministre, député et bourgmestre († 31 janvier 1959).
- 1889 : Anthon Olsen, joueur de football danois († 17 mars 1972).
- 1894 : Pierre-Marie Théas, prélat français († 3 avril 1977).
- 1895 : Eugène Daigneault, acteur et folkloriste canadien († 27 janvier 1960).
- 1896 : Joseph-Alexandre De Sève, distributeur et producteur de cinéma canadien († 3 septembre 1968).
- 1898 : Franco Abbiati, musicologue italien († 22 janvier 1981).
- 1899 : 
  - Hal Brent Wallis, acteur et producteur américain († 5 octobre 1986).
  - Jeanne Sandelion, femme de lettres française († 2 octobre 1976).
- 1900 : 
  - Robert Florey, réalisateur, scénariste, acteur et producteur de cinéma franco-américain († 16 mai 1979).
  - Maurice Paulin, illustrateur français († 25 février 1986).

### XXesiècle

#### 1901 à 1950
- 1901 :
  - Lucien Aigner, photographe hongrois et l'un des premiers photojournalistes († 29 mars 1999).
  - Alex James, footballeur écossais († 1er juin 1953).
  - Gulbrand Lunde, chimiste et homme politique norvégien († 25 octobre 1942).
  - George Carlyle Marler, homme politique canadien († 10 avril 1981).
- 1902 : Willard Mullin, dessinateur de presse américain spécialisé dans le dessin d'humour de sport († 20 décembre 1978).
- 1903 :
  - Bjarne Forchhammer, acteur danois († 3 avril 1970).
  - Lucien Raimbourg, acteur français († 20 février 1973).
- 1904 :
  - Francis Amyot, céiste canadien († 21 novembre 1962).
  - Paul Buschenhagen, coureur cycliste sur piste allemand († 18 octobre 1993).
  - Semion Ignatiev, homme politique soviétique († 27 novembre 1983).
  - Richard Mohaupt, compositeur germano-américain († 3 juillet 1957).
- 1905 : Petronella van Randwijk, gymnaste artistique néerlandaise († 21 septembre 1978).
- 1906 : 
  - Flávio Costa, joueur, et entraîneur de football brésilien († 22 novembre 1999).
  - Jan Diddens, footballeur belge († 21 juillet 1972).
- 1907 :
  - René Alix, organiste, chef de chœur et compositeur français († 30 décembre 1966).
  - Isnelle Amelin, femme politique française († 4 février 1994).
  - Solomon Asch, psychologue d'inspiration Gestaltiste et un pionnier de la psychologie sociale († 20 février 1996).
  - John Wexley, scénariste américain († 4 février 1985).
- 1908 :
  - Tsendiin Damdinsüren, écrivain et linguiste mongol († 27 mai 1986).
  - Nobuo Nakamura, acteur japonais († 5 juillet 1991).
  - Mihailo Petrović-Njegoš, héritier du trône du Monténégro de 1921 à sa mort († 24 mars 1986).
  - Cecil Smith, patineuse artistique canadienne († 9 novembre 1997).
- 1909 : 
  - Vladimir Bron, ingénieur chimiste et un compositeur soviétique de problèmes d'échecs († 1er octobre 1985).
  - Lennart Geijer, homme politique et ministre suédois († 16 juin 1999).
  - Marcel Lepan, rameur français († 10 mars 1953).
  - Kay Nelson, costumière américaine († 1er septembre 2003).
  - Édouard Ramonet, homme politique français († 4 décembre 1980).
  - Peter Markham Scott, naturaliste, peintre et médaillé olympique de voile britannique († 29 août 1989).
- 1910 :
  - Gaston Defferre, homme politique français, maire de Marseille de 1944 à 1945 puis de 1953 à 1986, plusieurs fois ministre, député et sénateur († 7 mai 1986).
  - Jack Hawkins, acteur et producteur britannique († 18 juillet 1973).
  - Rolf Liebermann, musicien, compositeur, chef d'orchestre, metteur en scène et producteur suisse († 2 janvier 1999).
  - Egida Giordani Sartori, claveciniste et professeure de musique classique italienne († 30 juillet 1999).
  - Bernard Adolph Schriever, général de l'armée de l'air des États-Unis († 20 juin 2005).
  - Daniel Tinayre, scénariste, producteur et réalisateur argentin d'origine française († 24 octobre 1994).
- 1911 :
  - Jay Dratler, scénariste américain († 21 septembre 1968).
  - Erna Hamburger, ingénieure et professeure d'université suisse († 16 mai 1988).
  - Sailor Jerry (Norman Keith Collins dit), célèbre artiste tatoueur américain († 12 juin 1973).
  - Marcel Rochaix, aviateur français, résistant et combattant de la France libre († 10 août 1955).
- 1912 : 
  - Enrique Erro, journaliste et homme politique uruguayen († 1er octobre 1984).
  - Eduard von Falz-Fein, homme d'affaires, journaliste et dirigeant sportif liechtensteinois né russe († 17 novembre 2018).
  - Charles Fenain, homme politique français, maire de Douai de 1965 à 1983 († 4 février 1997).
  - Jacques Lemare, directeur de la photographie français († 2 juin 1988).
  - Jean Lescure, écrivain, poète et scénariste français († 17 octobre 2005).
  - Gérard Wozniok, joueur et entraîneur de football français d'origine polonaise († 5 septembre 1993).
- 1913 :
  - Jacobo Arbenz Guzmán, militaire et homme politique guatémaltèque, président du Guatemala de 1951 à 1954 († 27 janvier 1971).
  - Johann Schneider, joueur professionnel de hockey sur glace autrichien († janvier 1993).
  - Severino Varela, footballeur uruguayen († 29 juillet 1995).
  - Mario Zagari, journaliste et homme politique italien († 29 février 1996).
- 1914 :
  - Gino Basso, joueur de basket-ball italien († non renseignée).
  - Marie-Élisabeth de Bavière, fille aînée du prince royal Franz de Bavière († 13 mai 2011).
  - Mae Boren Axton (en), compositrice américaine († 9 avril 1997).
  - Robert Busnel, joueur et entraîneur de basket-ball français († 15 mars 1991).
  - Federico Castellón, peintre, sculpteur, graveur et illustrateur de livres américain d'origine espagnole († 29 juillet 1971).
  - Manlio Di Rosa, escrimeur italien († 15 mars 1989).
  - Bernard Dorival, historien de l'art et critique d'art français († 11 décembre 2003).
  - Pietro Germi, cinéaste italien († 5 décembre 1974).
  - Billy Kyle, pianiste de jazz américain († 23 février 1966).
  - Robert McCloskey, auteur et illustrateur américain de livres pour enfant († 30 juin 2003).
  - Kay Medford, actrice américaine († 10 avril 1980).
  - Clayton Moore, acteur américain († 28 décembre 1999).
  - Michał Spisak, compositeur polonais († 29 janvier 1965).
- 1915 : 
  - John Dobson, astronome amateur et vulgarisateur américain en astronomie († 15 janvier 2014).
  - Douglas Kennedy, acteur américain († 10 août 1973).
  - Karel Kuhn, basketteur tchécoslovaque († non renseignée).
  - Raymond Lelièvre, journaliste et éditeur français († 2 février 1967).
  - Gösta Schwarck, compositeur et homme d'affaires danois († 11 mars 2012).
- 1916 :
  - Bimbo, auteur-compositeur-interprète de variétés polynésiennes († 30 mai 1986).
  - Albert Palle, écrivain et journaliste français († 8 mars 2007).
  - Gérard Pichaureau, tromboniste et compositeur français († 17 juillet 2002).
  - Jean Varlet, homme politique français († 3 décembre 1984).
  - Ekaterina Zelenko, aviatrice de guerre ukrainienne († 12 septembre 1941).
- 1917 :
  - Uell Stanley Andersen, écrivain américain († 24 septembre 1986).
  - Rudolf Baumgartner, chef d'orchestre et violoniste suisse († 22 mars 2002).
  - Paul Caillaud, homme politique français († 15 août 2008).
  - Jackie Callura, boxeur canadien († 4 novembre 1993).
  - Heinrich Ehrler, aviateur allemand de la Seconde Guerre mondiale († 4 avril 1945).
  - Takashi Shirōzu, entomologiste japonais spécialiste des Lépidoptères († 2 avril 2004).
  - Ettore Sottsass, architecte et designer italien († 31 décembre 2007).
- 1918 :
  - Georges Berger, pilote automobile belge († 23 août 1967).
  - Paul Bonneau, chef d’orchestre et compositeur français († 8 juillet 1995).
  - Bill Edwards, illustrateur américain de romans († 21 décembre 1999).
  - Israel « Cachao » López, musicien cubain († 22 mars 2008).
  - Shepard Rifkin, écrivain américain.
  - Hans Wichelhaus, homme politique allemand († 30 octobre 2004).
  - Malcolm Yelvington, chanteur américain de musique country et de rockabilly († 21 février 2001).
- 1919 :
  - Miroslav Barvík, compositeur tchèque († 2 mars 1998).
  - Olga Lowe, actrice britannique originaire d'Afrique du Sud († 2 septembre 2013).
  - Kay Medford, actrice américaine († 10 avril 1980).
  - Mila Racine, résistante juive française († 20 mars 1945).
  - Alphonse Rolland, footballeur français († 27 février 2012).
- 1920 : 
  - Mario Benedetti, auteur uruguayen († 17 mai 2009).
  - Georges-Henri Dumont, historien et écrivain belge († 6 avril 2013).
  - Lawrence Klein, économiste américain († 20 octobre 2013).
  - Turan Seyfioğlu, acteur turc († 18 août 1961).
  - Fuad Stephens, homme politique malaisien († 6 juin 1976).
- 1921 :
  - Paulo Evaristo Arns, prélat brésilien, doyen d'ancienneté des cardinaux du Sacré Collège († 14 décembre 2016).
  - Helmut Bantz, gymnaste allemand († 4 octobre 2004).
  - Henry Cockburn, footballeur anglais († 2 février 2004).
  - Albert Jean de Grandpré, homme d'affaires canadien († 31 juillet 2022).
  - Pierre Onténiente, homme de confiance, secrétaire et comptable de Georges Brassens († 13 juin 2013).
  - Bud Palmer, joueur américain de basket-ball († 19 mars 2013).
  - Herbert Ulrich, joueur professionnel et entraîneur tchécoslovaque de hockey sur glace († 23 mai 2002).
  - Maurice Varlet, résistant belge.
  - Zizinho, footballeur brésilien († 8 février 2002).
- 1922 :
  - Michel Auclair, acteur français († 7 janvier 1988).
  - Şükrü Gülesin, footballeur turc († 10 juillet 1977).
  - Alexandre Mikhaïlov, acteur soviétique († 14 mars 1992).
  - Norodom Monissara, haut fonctionnaire et diplomate cambodgien († avril 1975).
  - Marcel Niedergang, écrivain et journaliste français († 28 décembre 2001).
  - Lucien Nortier, illustrateur, dessinateur et scénariste français de bandes dessinées († 14 décembre 1994).
- 1923 :
  - Carl-Erik Asplund, patineur de vitesse suédois.
  - Jean Nallit, résistant français.
  - Kenny Rollins, joueur américain de basket-ball († 9 octobre 2012).
- 1924 : 
  - Jerry Coleman (en), joueur, gérant et radiodiffuseur de baseball américain († 5 janvier 2014).
  - Dominique Forlini, coureur cycliste français († 17 octobre 2014).
  - Jeanne Pauwelyn, femme politique belge († 2 octobre 1992).
  - Wim Polak, homme politique néerlandais († 1er octobre 1999).
  - Maria Tsoukanova, médecin militaire russe († 15 août 1945).
- 1925 :
  - Mauk de Brauw, homme d'affaires et homme politique néerlandais († 12 novembre 1984).
  - Winston Cenac, homme politique de Sainte-Lucie († 22 septembre 2004).
- 1926 :
  - Vincenzo Agnetti, acteur espagnol († 2 septembre 1881).
  - El-Sayed Al Dhizui, joueur de football international égyptien († 24 décembre 1991).
  - Hans Joachim Bremermann, mathématicien et biophysicien germano-américain († 21 février 1996).
  - Michel Butor, écrivain français († 24 août 2016).
  - Carmen Franco y Polo, fille unique du dictateur Francisco Franco († 29 décembre 2017).
  - Bill Johnson, joueur et entraîneur américain de football américain († 7 janvier 2011).
  - Gracia Lee, actrice américaine († 6 juin 1995).
  - Antonio Molino Rojo, acteur espagnol († 2 novembre 2011).
  - Petar Šegedin, athlète yougoslave puis croate, spécialiste du 3 000 mètres steeple († 14 octobre 1994).
  - Mihály Tóth, footballeur hongrois († 7 mars 1990).
- 1927 :
  - Martin Caidin, écrivain américain († 24 mars 1997).
  - Markus Egen, joueur professionnel et entraîneur allemand de hockey sur glace († 28 mai 2021).
  - Jim Fanning, joueur de baseball américain († 25 avril 2015).
  - Jürg Marmet, alpiniste suisse, auteur de la seconde ascension de l'Everest († 8 mars 2013).
  - Edmund Casimir Szoka, cardinal américain, gouverneur émérite de la Cité du Vatican († 20 août 2014).
  - Jean Tranié, militaire, homme d'affaires  et historien français († 8 octobre 2001).
- 1928 :
  - Günther Landgraf, physicien allemand († 12 janvier 2006).
  - Alberto Korda (Alberto Díaz Gutiérrez dit), photographe cubain († 25 mai 2001).
  - Humberto Maturana, biologiste, cybernéticien et philosophe chilien († 6 mai 2021).
  - Angus Ogilvy, homme d'affaires britannique († 26 décembre 2004).
- 1929 :
  - Giorgio Bàrberi Squarotti, poète, universitaire et critique littéraire Italien († 9 avril 2017).
  - Anton Bucheli, arbitre suisse de football († 8 juin 2020).
  - Hans Clarin, acteur allemand († 28 août 2005).
  - Larry Collins, journaliste et écrivain américain († 20 juin 2005).
  - Dimitri Dimakopoulos, architecte et urbaniste québécois († 7 novembre 1995).
  - Ferdinand Oyono, diplomate et homme politique camerounais († 10 juin 2010).
  - Theunis van Schalkwyk, boxeur sud-africain († 27 août 2005).
  - Jan Vansina, historien et anthropologue belge († 8 février 2017).
- 1930 :
  - Philippe Clair (Prosper Charles Bensoussan dit), acteur et réalisateur français († 28 novembre 2020).
  - Anton Dontchev, écrivain bulgare.
  - Jacques Godin, acteur canadien († 26 octobre 2020).
  - Marcel Grandjean, historien du patrimoine architectural monumental suisse.
  - George V. Hansen, homme politique américain de confession mormone († 14 août 2014).
  - Heinz-Otto Kreiss, mathématicien et physicien suédois († 16 décembre 2015).
  - Adam Smelczyński, tireur polonais († 14 juin 2021).
  - Alexandre Voisard, écrivain suisse.
  - Allan Bloom, philosophe américain († 7 octobre 1992).
- 1931 : 
  - Benny Berg, syndicaliste et homme politique luxembourgeois, vice-président du Parti ouvrier socialiste luxembourgeois († 21 février 2019).
  - Alain Cavalier, réalisateur français.
  - Gilbert Ford, joueur de basket-ball américain († 10 décembre 2017).
  - Ivan Klíma, écrivain et dramaturge tchèque.
  - Staffan Stockenberg, joueur de tennis suédois. († 20 mai 2019).
  - Rudi Strahl, dramaturge, romancier et parolier allemand († 4 mai 2001).
- 1932 :
  - Giuseppe Cigana, coureur cycliste italien puis français.
  - Joshua Culbreath, athlète américain spécialiste du 400 mètres haies († 1er juillet 2021).
  - Igor Kirillov, journaliste soviétique puis russe, animateur de télévision et présentateur du journal télévisé († 30 octobre 2021).
  - Paul Larivaille, universitaire français, spécialiste de la littérature italienne.
  - Jacqueline Mayence-Goossens, femme politique belge wallonne.
  - Joseph René-Corail, sculpteur et peintre français († 13 février 1998).
  - Harry Sinden, joueur, entraîneur et gestionnaire canadien de hockey sur glace.
- 1933 :
  - Bruno Bollini, footballeur français († 20 février 2015).
  - Zoe Caldwell, actrice australienne († 16 février 2020).
  - Hans Faverey, poète néerlandais († 8 juillet 1990).
  - Harve Presnell, acteur américain († 30 juin 2009).
  - Hillevi Rombin, actrice suédoise († 19 juin 1996).
  - Annabella Rossi, anthropologue, photographe documentaire et réalisatrice de documentaires italienne († 4 mars 1984).
  - Jean-Pierre Sabard, auteur-compositeur français.
  - Mihály Vasas, joueur de football international hongrois.
- 1934 : 
  - Eddie Clamp, footballeur anglais († 10 novembre 1995).
  - Henri Grange, joueur de basket-ball français.
  - Sarah Kofman, philosophe et écrivaine française († 15 octobre 1994).
  - Kate Millett, écrivaine féministe américaine († 6 septembre 2017).
- 1935 :
  - Fujio Akatsuka (赤塚・不二夫), mangaka japonais († 2 août 2008).
  - Amanda Barrie, actrice britannique.
  - Étienne Copel, général de brigade aérienne de l'Armée de l'air française.
  - Luc Durand, comédien et metteur en scène québécois († 3 juillet 2000).
  - Antonio Eceiza, scénariste, réalisateur et producteur espagnol († 15 novembre 2011).
  - Ernst-Günter Habig, joueur et entraîneur de football allemand († 14 mars 2012).
  - Ahmed Maher, homme politique et diplomate égyptien († 27 septembre 2010).
  - Kurt Sepp, joueur et entraîneur de hockey sur glace allemand.
- 1936 :
  - Raúl Díaz Argüelles, colonel des Forces armées cubaines († 11 décembre 1975).
  - Justín Javorek, footballeur tchécoslovaque († 15 septembre 2021).
  - Walter Koenig, acteur américain.
  - Alexandre Kouchner, poète russe.
  - Mário Lira, arbitre chilien de football.
  - Anatoliy Mikhailov, athlète russe († 13 juin 2022).
  - Ferid Murad, biologiste et pharmacologiste américain d'origine albanaise.
  - Juhani Pallasmaa, architecte finlandais.
  - Roy Peterson, dessinateur caricaturiste de presse canadien († 29 septembre 2013).
  - Lucas Samaras, artiste plasticien américain d'origine grecque.
  - Toshiko Sawada, Seiyū et narratrice japonaise.
  - Nicol Williamson, acteur britannique († 16 décembre 2011).
- 1937 : 
  - Eva-Maria ten Elsen, nageuse allemande spécialiste des épreuves en brasse.
  - Jean Gicquel, juriste français.
  - Edmond Jouve, politologue français.
  - Renzo Piano, architecte italien.
- 1938 :
  - Shahid Javed Burki, économiste et banquier pakistanais.
  - Janine Écochard, femme politique française.
  - Mokbula Manzoor, écrivaine bangladaise.
  - Tiziano Terzani, écrivain et journaliste italien († 28 juillet 2004).
  - David Verney, 21e baron Willoughby de Broke, membre britannique de la Chambre des lords.
  - Raymond Waydelich, artiste français.
- 1939 :
  - Peter Machac, acteur et animateur de radio et de télévision autrichien.
  - John McKibbon, basketteur canadien.
  - Pierluigi Pizzaballa, joueur de football international italien.
  - Paul Gillan Risser, écologue et universitaire américain († 10 juillet 2014).
  - Mary Twala, actrice sud-africaine († 4 juillet 2020).
- 1940 : Larry Brown, joueur et entraîneur américain de basket-ball.
- 1941 : 
  - Michel Alvès, écrivain français.
  - Arlette Farge, historienne française.
  - Eckhard Henscheid, écrivain allemand.
  - Shay O'Hanlon, ancien coureur cycliste irlandais.
  - Nicola Samale, compositeur, chef d'orchestre et musicologue italien.
  - Joan Trumpauer Mulholland, héroïne américaine du mouvement pour les droits civiques.
- 1942 : 
  - Marc Kanyan Case, footballeur puis homme politique français.
  - José Luis González, joueur international de football mexicain († 8 septembre 1995).
  - Alain Juillet, dirigeant d'entreprise français.
  - Serge Monnier, homme politique français.
  - Félix Pons, homme politique espagnol du Parti socialiste ouvrier espagnol († 2 juillet 2010).
  - Daniel Rivet, historien français.
  - Elisso Virssaladze, pianiste soviétique puis géorgienne.
- 1943 : 
  - Jacky Chevaux, peintre, graveur, illustrateur, et caricaturiste français († 7 juillet 1995).
  - Charles Gave, essayiste, financier et entrepreneur français
  - Irwin Goodman, musicien finlandais († 14 janvier 1991).
  - Carl Meulenbergh, homme politique allemand.
  - Jan Snijders, judoka néerlandais, frère jumeau de Peter.
  - Peter Snijders, judoka néerlandais, frère jumeau de Jan.
  - Ratomir Tvrdić, joueur de basket-ball croate.
  - Marcos Valle, auteur-compositeur-interprète brésilien.
  - Jean-Pierre Velly, dessinateur, graveur et peintre français († 26 mai 1990).
- 1944 :
  - Robert Gravel, comédien canadien († 12 août 1996).
  - Joey Heatherton (en), actrice, danseuse et chanteuse américaine.
  - Paul-Ferdinand Heidkamp, footballeur professionnel allemand († 28 juin 2019).
  - Martyn Hill, ténor britannique.
  - Jean-Pierre Kasprzak, footballeur belge.
  - Rowena Morrill, artiste et illustratrice américaine de science-fiction et de fantasy († 11 février 2021).
  - Günter Netzer, footballeur allemand.
  - Jean Offredo, journaliste et écrivain français d'origine polonaise († 27 mars 2012).
  - Colette Revenu, fleurettiste française.
  - Peter Steiner, graphiste canadien d'origine suisse.
  - Gérard Voitey, notaire et homme d'affaires français († 3 décembre 1994).
- 1945 :
  - Jean-Claude Daunat, coureur cycliste français et industriel de l'alimentation sandwichière. († 26 décembre 1999).
  - Pierre Encrenaz, astronome français.
  - Bernard Kleindienst, auteur-réalisateur de films documentaires français († 18 février 2018).
  - Guy-Olivier Segond, homme politique suisse († 12 novembre 2020).
  - Wolfgang Seguin, footballeur est-allemand.
  - Annamária Tóth, ancienne athlète hongroise spécialiste du pentathlon.
  - Jerzy Zelnik, acteur de théâtre, de cinéma et de télévision polonais.
- 1946 :
  - Anne Blouin, femme politique canadienne.
  - Volodymyr Muntian, footballeur ukrainien d'origine roumaine.
  - Rainer Schlutter, footballeur et entraîneur est-allemand.
  - Robert Solé, journaliste et écrivain français d'origine égyptienne.
- 1947 :
  - René Desayere, footballeur et entraîneur belge.
  - Fredy Lienhard, homme d'affaires et pilote automobile suisse.
  - Ruth Lüthi, femme politique suisse.
  - Frédéric Nef, philosophe français.
  - Sam Neill (Nigel John Dermot Neill dit), acteur irlandais.
  - Jean-Louis Papin, évêque catholique français, évêque du Diocèse de Nancy-Toul.
  - Sebastian Pflugbeil, homme politique est-allemand.
  - Jerzy Popieluszko, homme d'Église polonais († 19 octobre 1984).
  - Ronald Riley, joueur de hockey sur gazon australien.
  - Wolfgang Schwarz, patineur artistique autrichien.
  - Philippe Vorbe, footballeur international haïtien.
  - Park Yeonghan, écrivain sud-coréen († 23 août 2006).
- 1948 :
  - Alphonse Arias, pêcheur sportif français de truites.
  - Jesus Borja, lieutenant-gouverneur des Îles Mariannes du Nord.
  - Paul Dopff, auteur-réalisateur, producteur, et distributeur de films d'animation français.
  - Albert Dzongang, homme politique camerounais.
  - Frederick Dewey Smith, guitariste rythmique du groupe protopunk MC5 († 4 novembre 1994).
  - Reynaldo González López, dirigeant sportif cubain, membre du Comité international olympique († 4 juillet 2015).
  - Tilia Herold, journaliste de télévision anglo-autrichienne.
  - Jean-Claude Méode, ancien handballeur et entraîneur belge († 27 mars 2013).
  - Robert Taylor, athlète américain († 3 novembre 2007).
- 1949 :
  - Jean-Pierre Bonafé-Schmitt, spécialiste de la médiation scolaire et de la médiation citoyenne français.
  - Nicole Boudreau, administratrice, militante et femme politique québécoise.
  - James Dearden, réalisateur et scénariste britannique.
  - Steve Gaines, musicien américain, guitariste et parolier du groupe Lynyrd Skynyrd († 20 octobre 1997).
  - Jean Hatzfeld, journaliste et écrivain français.
  - Michael Häupl, homme politique autrichien.
  - Ed King, musicien américain, guitariste du groupe Strawberry Alarm Clock et du groupe de rock sudiste Lynyrd Skynyrd († 22 août 2018).
  - Gérard Larcher, homme politique français.
  - Álvaro Saieh, économiste et homme d'affaires chilien.
  - Eikichi Yazawa, chanteur et compositeur japonais.
- 1950 :
  - Kyōko Ariyoshi, mangaka japonaise.
  - Olivier Bouygues, entrepreneur français.
  - Ilona Bruzsenyák, athlète hongroise spécialiste du saut en longueur.
  - Robert Costanza, économiste américain, cofondateur de l'Économie écologique.
  - Günter Deckert, spécialiste est-allemand du combiné nordique († 24 novembre 2005).
  - Howard Deutch, réalisateur et producteur de cinéma américain.
  - Mathieu Grosch, homme politique belge germanophone.
  - Ademir Kenović, réalisateur et producteur bosnien.
  - Orest Kindrachuk, joueur professionnel de hockey sur glace canadien.
  - Colette Klein, poète et écrivaine française.
  - Paul Kossoff, musicien britannique, guitariste du groupe Free († 19 mars 1976).
  - Masami Kuwashima, ancien pilote de sport automobile japonais.
  - Steve Rasnic Tem, écrivain américain.
  - Eugene Huu-Chau Trinh, astronaute américain.

#### 1951 à 2000
- 1951 : 
  - Alain Bensoussan, avocat français.
  - Régis Dumange, homme d'affaires français.
  - Jean-Luc Einaudi, historien et militant politique français († 22 mars 2014).
  - Mary Fleener, artiste, écrivaine et musicienne alternative américaine.
  - Claude Fournier, pilote français de rallye-raid.
  - Michel Gomez, joueur et entraîneur de basket-ball français.
  - Duncan Haldane, physicien universitaire britannique.
  - Ilir Përnaska, footballeur international albanais.
  - Doina Rotaru, compositrice roumaine connue pour ses œuvres orchestrales et sa musique de chambre.
  - Yūji Saiga, photographe japonais.
- 1952 : 
  - Martyn Burke, scénariste, réalisateur et producteur de cinéma et télévision canadien.
  - David Handler, écrivain américain, auteur de romans policiers.
  - Amina Lamrini, militante marocaine des droits humains dont les droits des femmes.
  - Sylvain Lemarié, acteur français spécialisé dans le doublage († 19 avril 2023).
  - Jean-Paul Moerman, homme politique belge wallon.
  - César Antonio Molina, journaliste, écrivain et homme politique espagnol.
  - Margit Schumann, lugeuse est-allemande puis allemande († 11 avril 2017).
  - Jean Sévillia, écrivain et journaliste français.
  - Jindřich Svoboda, footballeur tchèque.
  - Philippe Val, journaliste, humoriste, écrivain et chansonnier français.
- 1953 :
  - François Alfonsi, homme politique français.
  - Harold Covington, activiste et écrivain néonazi américain († 14 juillet 2018).
  - Barbara Harmer, aviatrice britannique († 20 février 2011).
  - Ján Leitner, athlète tchèque spécialiste du saut en longueur.
  - Judy Playfair, nageuse australienne, spécialiste des courses de brasse.
  - Ján Slota, homme politique slovaque.
  - Robert Wisdom, acteur américain.
- 1954 :
  - Helmut Brunner, homme politique allemand.
  - Barry Cowsill, chanteur américain († septembre 2005).
  - Lars Hansen, joueur de basket-ball danois naturalisé canadien.
  - Michael Patrick King, scénariste, réalisateur et producteur américain.
  - Jean-Luc Marx, haut fonctionnaire français.
  - Houari Ouali, footballeur international algérien († 25 septembre 2010).
  - Benoît Rivière, prélat français.
  - Buzz Schneider, joueur de hockey sur glace américain.
  - David Wojnarowicz, peintre, photographe, écrivain, réalisateur de films, performeur et militant homosexuel américain († 22 juillet 1992).
- 1955 : 
  - Maria Bernasconi, femme politique suisse membre du Parti socialiste.
  - Geraldine Brooks, journaliste et écrivaine australienne.
  - Paula Dobriansky, conseillère en politique étrangère américaine.
  - Robert W. Dudley, homme d'affaires américain.
  - Guðjón Þórðarson, joueur et entraîneur de football islandais.
  - Olivier Roellinger, chef cuisinier et homme d'affaires français.
  - Dirk Wayenberg, coureur cycliste et directeur sportif belge († 15 mars 2007).
- 1956 :
  - Louis Bilbao, joueur français de rugby à XV.
  - James Clappison, avocat britannique et homme politique du Parti conservateur.
  - Silvio Denz, entrepreneur suisse.
  - Bruno Houzelot, pilote de rallye automobile français.
  - Kóstas Karamanlís (Κωνσταντίνος Καραμανλής), homme politique grec, premier ministre grec de 2004 à 2009.
  - Nathalie Roussel, actrice et chanteuse française.
  - Alarmel Valli, danseuse classique et chorégraphe indienne.
  - Maxime Verhagen, homme politique néerlandais.
  - Eliza Vozemberg, femme politique grecque.
  - Ray Wilkins, footballeur international anglais († 4 avril 2018).
  - Eddy Zdziech, chef d'entreprise et dirigeant sportif français.
- 1957 :
  - François Asselineau, haut fonctionnaire et homme politique français.
  - Jean-Paul Calloud, homme politique et un avocat français.
  - Guy Campion, pianiste québécois du duo Campion/Vachon.
  - Gusty Graas, journaliste et homme politique luxembourgeois.
  - Milan Jurčo, coureur cycliste tchécoslovaque.
  - George Reilly, footballeur écossais.
  - Steven Jay Russell, imposteur américain et spécialiste de l'abus de confiance.
  - Karl Taube, mésoaméricaniste, archéologue, épigraphiste et anthropologue américain.
  - Tim Wallach, joueur de baseball américain.
- 1958 : 
  - Mikael Birkkjær, acteur danois.
  - Alain Fabiani, joueur français de volley-ball.
  - John Herrington, astronaute américain.
  - James Huang, homme politique taïwanais.
  - Silas Malafaia, écrivain, télévangéliste et pasteur pentecôtiste brésilien.
  - Robert McCall, patineur artistique canadien († 15 novembre 1991).
  - Beth Nielsen Chapman, chanteuse-compositrice américaine dans le style musique country et pop.
- 1959 :
  - Mary Crosby, actrice américaine.
  - Marc-André 2 Figueres (Marc-André de Figueres de la Sainte Croix dit), plasticien français.
  - Ashlyn Gere, actrice pornographique américaine.
  - François Grin, économiste suisse.
  - Morten Harket, chanteur norvégien du groupe A-ha.
  - Ferenc Hegedűs, escrimeur hongrois.
  - Gheorghe Ialomițianu, homme politique roumain.
  - Haviland Morris, actrice américaine.
- 1960 :
  - Anthony Addabbo, acteur et mannequin américain († 18 octobre 2016).
  - Sergio Angulo, footballeur colombien.
  - Didier Gonzales, homme politique français.
  - Melissa Leo, actrice américaine.
  - Olivier Mannoni, traducteur, journaliste et biographe français.
  - Radames Pera, acteur américain.
  - Christian Petzold, réalisateur allemand.
  - Callum Keith Rennie, acteur canadien.
  - Giovanni Renosto, coureur cycliste italien.
  - Antal Róth, joueur de football international hongrois.
  - Shamima Shaikh, féministe sud-africaine († 8 janvier 1998).
  - Mirko Bašić, joueur de handball croate, champion olympique.
- 1961 : 
  - Marc Beaumont, évêque catholique français.
  - Jean-Claude Corre, athlète français, spécialiste de la marche athlétique.
  - Doug DeWitt, boxeur américain.
  - Isabelle Dorsimond, grimpeuse belge.
  - Martina Gedeck, actrice allemande.
  - Franck Montaugé, homme politique français.
  - Bernard Munster, pilote de rallye automobile belge.
- 1962 :
  - Stéphane Durand, physicien et professeur québécois.
  - Sylvie Fontaine, auteure de bande dessinée française.
  - Robert Herjavec, homme d'affaires, investisseur et chef d'entreprise canadien.
  - Julien Kramer, acteur français de doublage
  - Madhavi, actrice indienne.
  - Hamlet Mkhitaryan, footballeur international arménien († 2 mai 1996).
  - Evgueni Roïzman, homme politique russe.
  - René Sylvestre, juriste haïtien († 23 juin 2021).
  - Félix Wazekwa, artiste, musicien et parolier congolais.
- 1963 : 
  - Franck Butter, joueur de basket-ball français.
  - José Ignacio Echániz, homme politique espagnol.
  - Gerald Hertneck, joueur d'échecs allemand.
  - Clarence Saunders, athlète bermudien spécialiste du saut en hauteur.
- 1964 : 
  - Stephen Dunham, acteur américain († 14 septembre 2012).
  - Faith Ford, actrice américaine.
  - Laurent Fournier, joueur et entraîneur de football français.
  - Éric Gastaldello, nageur français († 15 mai 2016).
  - Akylbek Japarov, homme politique kirghize.
  - Paoletta Magoni-Sforza, skieuse alpine italienne.
  - Stephan Mösch, journaliste allemand, spécialiste de la musique et du théâtre.
  - Terrence Paul, rameur d'aviron canadien.
  - Eugene Swift, athlète américain, spécialiste du 110 mètres haies.
  - Shaun Wane, ancien joueur anglais de rugby à XIII.
- 1965 :
  - Matthieu Arnold, professeur d'histoire moderne et contemporaine français.
  - Mark Dodd, joueur de soccer américain.
  - Olivier Frébourg, journaliste, écrivain et éditeur français.
  - David Gilford, golfeur anglais.
  - Paul Hodkinson, boxeur anglais.
  - Xavier Malle, prélat catholique français.
  - Dmitri Medvedev (Дми́трий Анато́льевич Медве́дев), avocat et homme politique russe, président de la fédération de Russie de 2008 à 2012, président du parti Russie unie, et premier ministre de 2012 à 2020.
  - Vittoria Salvini, coureuse de fond italienne spécialisée en course en montagne.
  - Michelle Stafford, actrice américaine.
  - Yoshinori Taguchi, footballeur japonais.
- 1966 :
  - Scali Delpeyrat, acteur, écrivain, dramaturge et metteur en scène français.
  - Morten Helveg Petersen, homme politique danois.
  - Nikola Jurčević, joueur et entraîneur de football croate.
  - Claudine Konsbruck, juriste et femme politique luxembourgeoise.
  - Iztok Puc, handballeur slovène († 20 octobre 2011).
  - Sören von Rönne, cavalier de saut d'obstacles allemand.
  - Daisy von Scherler Mayer, réalisatrice, scénariste et productrice américaine.
  - Mick Vukota, joueur professionnel canadien de hockey sur glace.
  - Catherine West, femme politique du parti travailliste au Royaume-Uni.
- 1967 : 
  - Alon Hazan, footballeur international israélien devenu entraîneur.
  - Fritz Kreutzpointner, pilote de courses allemand sur voitures de sport puis en camions.
  - Jens Lien, réalisateur norvégien.
  - Iván Masařík, biathlète tchèque.
  - Masanao Ozaki, homme politique japonais.
  - Ri Myung Hun, basketteur nord-coréen.
  - Michael Schmidt-Salomon, philosophe allemand.
  - Adrian Ursea, footballeur helvético-roumain.
- 1968 : 
  - Pete Chilcutt, ancien joueur américain de basket-ball.
  - Siniša Ergotić, athlète croate.
  - Vincent Ghadimi, pianiste et compositeur belge.
  - Matthew Greenfield, producteur et scénariste de cinéma américain.
  - Ginger Helgeson, joueuse de tennis américaine.
  - Karin Kschwendt, joueuse de tennis autrichienne.
  - Uladzimir Sasimovich, athlète biélorusse spécialiste du lancer de javelot.
  - Marc Schaessens, footballeur belge.
  - Grant Shapps, homme politique britannique.
  - Makiko Watanabe, actrice japonaise.
  - Shūichi Yoshida, écrivain japonais.
- 1969 :
  - Francesco Antonioli, footballeur italien.
  - Vicente Aparicio, coureur cycliste espagnol.
  - André Basile, joueur et entraîneur de football français.
  - Denis Betts, joueur anglais de Rugby à XIII.
  - Bong Joon-ho, réalisateur et scénariste sud-coréen.
  - Jacques Cardoze, journaliste et directeur de la communication français.
  - Michael J. Cox, acteur de films pornographiques américain.
  - Paulina Gálvez, actrice espagnole.
  - Konstadínos Koukodímos, athlète et homme politique grec.
  - Kallie Kriel, directeur d'AfriForum, un influent lobby sud-africain de défense des droits civils et de la minorité afrikaans en particulier.
  - Christophe Lucquiaud, joueur français de rugby à XV.
  - Juan José Origel, acteur, animateur et producteur mexicain.
  - Chris Rossouw, joueur de rugby à XV sud-africain.
  - Indrek Rumma, basketteur estonien.
  - Grigori Serper, joueur d'échecs ouzbek puis américain.
  - James Stinson, producteur américain de musique électronique († 3 septembre 2002).
  - Monika Vana, femme politique autrichienne membre de Die Grünen.
  - Yoo Seung-mok, acteur sud-coréen.
- 1970 : 
  - Stephen Bishop, acteur américain.
  - Tolo Calafat, alpiniste espagnol († 29 avril 2010).
  - Francesco Casagrande, coureur cycliste italien.
  - Gérard Dalongeville, homme politique français.
  - Jean-Yves Duzellier, coureur cycliste français.
  - Gary Foord, coureur cycliste britannique.
  - Chryste Gaines, athlète américaine, spécialiste du sprint.
  - Robert Ben Garant, scénariste, acteur et réalisateur américain.
  - Elon Gold, comédien, scénariste et producteur américain.
  - Satoshi Kojima, catcheur japonais.
  - Crawford Palmer, joueur de basket-ball français d'origine américaine.
  - Edit Sohonyai, écrivaine hongroise.
  - János Térey, écrivain, traducteur et dramaturge hongrois († 3 juin 2019).
- 1971 :
  - Rachid Benmahmoud, joueur et entraîneur de football marocain.
  - Jean-François Bonnard, joueur professionnel français de hockey sur glace.
  - Francesca Canepa, snowboardeuse et ultra-traileuse italienne.
  - Tanya Chan, femme politique hongkongaise.
  - Linval Dixon, footballeur jamaïcain.
  - Rasha Fathy Ghoneim, rameuse d'aviron égyptienne.
  - Pat Healy, acteur, producteur, réalisateur et scénariste américain.
  - Mitzie Hunter, femme politique canadienne.
  - Jeff Loomis, guitariste américain du groupe de metal progressif, Nevermore.
  - Andre Matos, chanteur brésilien.
  - Alexandre Padilha, homme politique brésilien.
  - Nelleke Penninx, rameuse d'aviron néerlandaise.
  - Bill Pilczuk, ancien nageur américain.
  - Alphonse Tchami, footballeur camerounais.
  - Kimberly Williams-Paisley : actrice américaine.
- 1972 : 
  - Olivier Balez, illustrateur et auteur de bande dessinée français.
  - David Bell, ancien joueur de baseball professionnel américain.
  - Jenny Colgan, romancière britannique.
  - Jens Deimel, sauteur à ski et spécialiste allemand du combiné nordique.
  - Catharina de Habsbourg, archiduchesse d'Autriche et princesse de Hongrie et de Bohême.
  - Nakamura Shidō II (Mikihiro Ogawa dit), acteur japonais de kabuki et de cinéma japonais.
  - Peter Németh, footballeur international slovaque.
  - Billy Shearsby, coureur cycliste australien.
  - Cristian Zorzi, fondeur italien.
- 1973 :
  - Cesla Amarelle, personnalité politique suisse.
  - Dominique Arnold, athlète américain.
  - Tony Bui, réalisateur, scénariste, et producteur américain d'origine vietnamienne.
  - Vincent Cespedes, philosophe et essayiste français.
  - Mic Geronimo (Michael McDermon dit), rappeur américain.
  - Andrew Lincoln, acteur britannique.
  - Nas (Nasir Bin Olu Dara Jones dit), chanteur américain.
  - Pavel Novotný, footballeur international tchèque.
  - Tim Pappas, homme d'affaires et pilote automobile américain.
  - Linvoy Primus, footballeur anglais.
  - Andreas Schmidt, footballeur allemand.
  - Mickaël Viguier, acteur, chanteur et metteur en scène de théâtre français.
  - Mike Ward, humoriste canadien.
- 1974 :
  - Patrick van Balkom, athlète néerlandais.
  - Renata Bravo, actrice, humoriste et animatrice de télévision chilienne.
  - Chad Bradford, joueur américain de baseball.
  - Pauline Casters, illustratrice française pour la jeunesse et dessinatrice de bande dessinée.
  - Sebastjan Cimirotič, footballeur slovène.
  - Hicham El Guerrouj, athlète marocain spécialiste des courses de fond.
  - Natalie van Gogh, coureuse cycliste néerlandaise.
  - Lauren Iungerich, écrivaine, réalisatrice et scénariste américaine.
  - Wael Kfoury, chanteur libanais de pop libanaise.
  - Artur Kocharian, joueur de football international arménien.
  - Ekaterina Kruchkova, artiste – photographe et personnalité publique russe.
  - Sunday Oliseh, entraîneur et footballeur nigérian.
  - Catalina Pulido, mannequin, actrice et présentatrice de télévision chilienne.
  - Conrad Stoltz, joueur de rugby à XV sud-africain.
  - Annette Tveter, ancienne handballeuse internationale norvégienne.
  - Ren Xiujuan, athlète chinoise, spécialiste des courses de fond.
- 1975 : 
  - Dirk Aernouts, coureur cycliste et directeur sportif belge.
  - Iliana Ivanova, économiste et femme politique bulgare.
  - Babak Najafi, scénariste et réalisateur iranien.
  - Augustin Paluel-Marmont, entrepreneur français, cofondateur de Michel et Augustin.
  - Romain Poite, arbitre international de rugby à XV français.
  - Corneliu Porumboiu, réalisateur, scénariste et producteur roumain.
  - Licia Ronzulli, femme politique italienne.
  - Marian Simion, boxeur roumain.
  - Song Yinglan, athlète chinoise.
  - Yordi (Jorge González Díaz dit), footballeur espagnol.
  - Adriana Zartl, animatrice de télévision, actrice et danseuse autrichienne.
- 1976 :
  - Jean-François Bert, sociologue et historien français.
  - Agustín Calleri, joueur de tennis argentin.
  - Simon Collins, musicien multi-instrumentiste et chanteur britannique.
  - Mirko Giansanti, pilote italien de motoGP.
  - Dirk Heidolf, pilote de moto allemand.
  - Narcisa Lecușanu, ancienne handballeuse internationale roumaine.
  - Lionel Nallet, joueur de rugby à XV français.
  - Roman Shchurenko, athlète ukrainien spécialiste du saut en longueur.
  - Jan Strugnell, biologiste australienne.
- 1977 :
  - Alex (Alexsandro de Souza dit), footballeur brésilien.
  - Malik Bendjelloul, acteur, réalisateur et documentariste suédois.
  - Christophe Ettori, footballeur français.
  - István Ferenczi, footballeur hongrois.
  - Charles Gillibert, producteur de cinéma français.
  - Andreas Hurschler, spécialiste suisse du combiné nordique.
  - Nicolas Lafitte, joueur français de rugby à XV.
  - Marc Loewenstein, homme politique belge.
  - Miyu Matsuki, comédienne de doublage japonaise († 27 octobre 2015).
  - Daniel Naprous, acteur, athlète et cascadeur britannique.
  - Laura Räty, femme politique finlandaise.
  - Aïda Touihri, journaliste et présentatrice de télévision française.
  - Paul Traynor, joueur de hockey sur glace professionnel canadien.
  - Fevzi Tuncay, footballeur turc.
- 1978 :
  - Alexander Aas, footballeur norvégien.
  - Sanaa Akroud, actrice, réalisatrice et cinéaste marocaine.
  - Patrick Bologna, homme d'affaires et un homme politique de la République Démocratique du Congo.
  - Ben Cohen, joueur international anglais de rugby à XV.
  - Piero Costantino, footballeur italo-suisse.
  - Ron DeSantis, homme politique américain.
  - Stéphane Dumas, basketteur français.
  - Benjamin Ferrou, joueur de rugby à XV et à sept français.
  - Carmen Kass, mannequin et joueuse d'échecs estonienne.
  - Steven Kaye, joueur de hockey sur glace canadien.
  - Per Ledin, joueur de hockey sur glace suédois.
  - Raj Nanda, joueur professionnel de squash australien.
  - Elizna Naudé, athlète sud-africaine spécialiste du lancer du disque.
  - Silvia Navarro, actrice mexicaine.
  - Oluoma Nnamaka, basketteur suédois.
  - Mario Regueiro, footballeur uruguayen.
  - Lorenzo Tugnoli, photojournaliste indépendant italien.
  - Elisabeth Willeboordse, judokate néerlandaise.
  - Charlie Winston, chanteur britannique.
- 1979 :
  - Jordi Berenguer, coureur cycliste espagnol.
  - Steve Giasson, artiste conceptuel canadien.
  - Chris John, boxeur indonésien.
  - Richard Mascarañas, coureur cycliste uruguayen.
  - Sâm Mirhosseini, acteur, réalisateur et scénariste franco-iranien.
  - Ivica Olić, footballeur international croate.
  - Ricardo Pereira, acteur portugais, mannequin et présentateur de télévision.
  - Antônio Silva, pratiquant brésilien d'arts martiaux mixtes (MMA).
- 1980 :
  - Dmitri Akimov, footballeur russe.
  - Ayọ (Joy Olasunmibo Ogunmakin dite), chanteuse allemande.
  - Nicolas Beney, footballeur suisse.
  - Adrien Devyver, journaliste animateur de télévision belge.
  - Desislava Goranova, joueuse bulgare de volley-ball.
  - Luis Horna, joueur de tennis péruvien.
  - Prakriti Maduro, actrice vénézuélienne.
  - Pedro Moreno, acteur cubain.
  - Paul Moucheraud, coureur cycliste français.
  - Volodymyr Rybin, coureur cycliste ukrainien.
  - Dušan Vasiljević, footballeur serbe.
  - Summer Watson, chanteuse lyrique soprano britannique.
  - Oliver Wilson, golfeur anglais.
- 1981 :
  - Earl Barron, basketteur américain.
  - Cody Clark, joueur américain de baseball.
  - Yang Dong-geun, joueur sud-coréen de basket-ball.
  - Agnieszka Drotkiewicz, écrivaine et chroniqueuse polonaise.
  - Sarah Dawn Finer, actrice et auteure-compositrice-interprète suédoise.
  - Martin Gould, joueur de snooker anglais.
  - Matthias Menz, skieur allemand spécialiste du combiné nordique.
  - Miyavi (Takamasa Ishihara ou 石原貴雅 dit), chanteur et guitariste japonais.
  - Tom Owens, coureur de fond écossais.
  - Praxis Rabemananjara, footballeur malgache.
  - Stefan Reisinger, footballeur allemand.
  - Ashley Roberts, chanteuse et danseuse américaine, membre du groupe The Pussycat Dolls.
  - Mario Rodríguez, footballeur international guatémaltèque.
  - Jade Starr, actrice pornographique américaine.
  - Mohamed Tajouri (محمد التاجوري), handballeur tunisien.
- 1982 :
  - Sunrise Adams, actrice pornographique américaine.
  - Brigitte Boisjoli, chanteuse québécoise.
  - Gildas Dambeti, footballeur centrafricain.
  - Josh Gardner, joueur américain de soccer.
  - Anouar Hadouir, footballeur néerlando-marocain.
  - Yoshiko Kira, femme politique japonaise.
  - Hiroki Narimiya (成宮 寛貴), acteur japonais.
  - Yasumasa Nishino (西野 泰正), footballeur japonais.
  - Petr Průcha, joueur professionnel tchèque de hockey sur glace.
- 1983 :
  - Andres Ambühl, joueur de hockey sur glace professionnel suisse.
  - Silvia Angulo, joueuse de squash colombienne.
  - Olivier Auriac, footballeur français.
  - Arash Borhani, footballeur iranien.
  - Nicholas Cundy, joueur canadien de volley-ball.
  - Robson Dias, coureur cycliste brésilien.
  - Shaun Harris, nageur sud-africain.
  - John Hester, joueur américain de baseball.
  - Khosro Heydari, footballeur iranien.
  - Mohammad Reza Khalatbari, footballeur iranien.
  - Jurjen van Loon, acteur, réalisateur, producteur, scénariste et présentateur néerlandais.
  - Filip Mirkulovski, joueur de handball macédonien.
  - Anastasiya Rabchenyuk, athlète ukrainienne.
  - Frostee Rucker, joueur professionnel américain de football américain.
  - Simon Rytz, joueur de hockey sur glace suisse.
  - Mestawet Tufa, athlète éthiopienne spécialiste des courses de fond.
  - Caleb Truax, boxeur américain.
  - Peter Wadabwa, footballeur malawite.
  - Amy Winehouse, chanteuse britannique († 23 juillet 2011).
  - Jennifer Zietz, footballeuse allemande.
- 1984 :
  - Sonja Bertram, actrice allemande.
  - Jonathan Bottinelli, footballeur argentin.
  - Santiago Bottini, joueur de rugby à XV argentin.
  - Caleb Campbell, joueur américain de football américain.
  - Chory Castro, footballeur international uruguayen.
  - Michael Falkesgaard, footballeur international philippin.
  - Valery Kashuba, joueur de football international kirghize.
  - Adam Lamberg, acteur américain.
  - Aymen Mathlouthi (أيمن المثلوثي), footballeur tunisien.
  - Robert Mosebach, joueur américain de baseball.
  - Josh Outman, joueur américain de baseball.
  - SoShy (Deborah Epstein dite), chanteuse et parolière franco-américaine.
  - Josh Outman, joueur de baseball américain.
  - Fernanda Vasconcellos, actrice brésilienne.
  - Tom Veelers, coureur cycliste professionnel néerlandais.
  - Rebecca Woods, surfeuse australienne.
  - Christopher Zeller, joueur allemand de hockey sur gazon.
- 1985 :
  - Alexander George « Alex » Clare, chanteur britannique.
  - Mouhammad Faye, basketteur sénégalais.
  - Vanessa Fernandes, triathlète professionnelle portugaise.
  - Paolo Gregoletto, musicien américain, bassiste du groupe Trivium.
  - Brandon Hicks, joueur américain de baseball.
  - Kohske, mangaka japonaise.
  - Stijn Neirynck, coureur cycliste belge.
  - Anđelo Šetka, poloïste croate.
  - Maicon Souza, footballeur brésilien.
  - Aya Ueto, actrice, chanteuse, et ex-idole japonaise avec le groupe de J-pop Z-1.
  - Dilshad Vadsaria, actrice américaine.
  - Lisanne Vermeulen, footballeuse néerlandaise.
  - Delmon Young, joueur américain de baseball.
- 1986 :
  - Nadejda Amelina joueuse de volley-ball russe.
  - Aurélie Casse, journaliste française.
  - David Desharnais, joueur professionnel de hockey sur glace québécois.
  - Giovanna Ewbank, actrice brésilienne.
  - Dane Fletcher, joueur américain de football américain.
  - Wataru Hashimoto (橋本 和), footballeur japonais.
  - Michelle Jenner, actrice espagnole de cinéma et télévision.
  - Lionel Larry, athlète américain spécialiste du 200 et du 400 m.
  - Simon Maisuradze, joueur géorgien de rugby à XV.
  - Sargis Martirosjan, haltérophile autrichien.
  - Courtney Mathewson, joueuse américaine de water-polo.
  - Steven Naismith, footballeur écossais.
  - Barış Özbek, footballeur allemand d'origine turque.
  - Lloyd Russell-Moyle, homme politique britannique.
  - Berat Sadik, footballeur finlandais.
  - Moon Sung-min, joueur sud-coréen de volley-ball.
  - Ai Takahashi, chanteuse et actrice japonaise.
  - Issei Takayanagi, footballeur japonais.
  - Reggie Williams, basketteur américain.
- 1987 :
  - Alade Aminu, basketteur américano-nigérian.
  - Anna Beresneva, handballeuse moldave.
  - Grégory Beugnet, athlète français spécialiste des courses de demi-fond.
  - Aliaksandr Bury, joueur de tennis biélorusse.
  - Teodorico Caporaso, athlète italien, spécialiste de la marche.
  - Alicia Coutts, nageuse australienne.
  - Michael Crabtree, joueur américain de football américain.
  - Francesco Della Rocca, footballeur italien.
  - Eric Fry, joueur international américain de rugby à XV.
  - Gideon Louw, nageur sud-africain spécialiste des épreuves de sprint en nage libre.
  - Vitor Pelé, footballeur portugais.
  - Setaimata Sa, joueur samoan de rugby à XIII.
  - Edward Santana, basketteur dominicain.
  - Gašper Vidmar, basketteur slovène.
- 1988 :
  - Dario Chistolini, joueur de rugby à XV sud-africain.
  - Anatoli Cîrîcu, haltérophile moldave.
  - Martin Fourcade, biathlète français.
  - Sawako Hata, chanteuse, idole japonaise ex-membre du groupe de J-pop SKE48.
  - Maicon Pereira Roque, footballeur brésilien.
  - Zhou Zhuoru, gymnaste chinoise.
- 1989 :
  - Merouan Bounekraf, cuisinier et animateur de télévision français.
  - Mathieu de la Bretèche, joueur de handball français.
  - Jimmy Butler, basketteur américain.
  - Vini Dantas, footballeur brésilien.
  - Brigette DePape, militante canadienne.
  - Marcus Ellis, joueur britannique de badminton.
  - Tony Finau, golfeur américain.
  - Jessica Brown Findlay, actrice anglaise.
  - Eleonora Giorgi, athlète italienne, spécialiste de la marche.
  - Logan Henderson, acteur et chanteur américain.
  - Jesse James, acteur américain.
  - Lee Jong-suk, acteur et mannequin sud-coréen
  - Alexander Killorn, joueur de hockey sur glace canadien.
  - Oier Olazábal, footballeur espagnol.
  - Natalie Ross, footballeuse internationale écossaise.
  - Ryan Rossiter, joueur américain de basket-ball.
  - Jonathon Simmons, basketteur américain.
  - Dyego Sousa, footballeur portugais.
  - Piet van Zyl, joueur international sud-africain de rugby à XV.
- 1990 :
  - Roberto Acuña, joueur de basket-ball argentin.
  - Enoch Adu, footballeur international ghanéen.
  - Cody Anderson, joueur américain baseball.
  - Douglas Costa, footballeur brésilien.
  - Fernando Fitz-James Stuart, aristocrate espagnol, héritier du titre de duc d'Albe de Tormes.
  - Eivind Henriksen, athlète norvégien, spécialiste du lancer du marteau.
  - Belinda Hocking, nageuse australienne spécialiste des épreuves de dos.
  - Laura Kamdop, joueuse de handball française.
  - Derek Law, joueur américain baseball.
  - Jucilene de Lima, athlète brésilienne, spécialiste du lancer du javelot.
  - Alex Lowes, pilote de vitesse moto britannique, frère jumeau de Sam.
  - Sam Lowes, pilote de vitesse moto britannique, frère jumeau de Alex.
  - Hirotaka Mita, footballeur japonais.
  - Juwon Oshaniwa, footballeur nigérian.
  - Cecilie Pedersen, footballeuse norvégienne.
  - Luisa Schulze, handballeuse internationale allemande.
  - Romain Taofifénua, joueur international français de rugby à XV.
- 1991 : 
  - Ryan De Vries, footballeur néo-zélandais.
  - Fraj Dhouibi, judoka tunisien.
  - Louis de Gouyon Matignon, homme politique et écrivain français.
  - Serdar Gürler, footballeur franco-turc.
  - Ronnie Hillman, joueur américain de football américain.
  - Dee Milliner, joueur américain de football américain.
  - Nana (Im Jin-ah dite), chanteuse sud-coréenne.
  - Gregory Polanco, joueur américain de baseball.
  - Miguel Angel Santiso, joueur de football de plage espagnol.
  - Nikita Stalnov, coureur cycliste kazakh.
  - Chance Warmack, joueur américain de football américain.
  - Amélia Watkinson, triathlète professionnelle néo-zélandaise.
- 1992 : 
  - Connor Fields, coureur cycliste américain.
  - Nick Hagglund, joueur américain de soccer.
  - Laurent Henkinet, footballeur belge.
  - Kirsten Knip joueuse néerlandaise de volley-ball.
  - Henriette Koulla, joueuse camerounaise de volley-ball.
  - Ryan MacAnally, coureur cycliste australien.
  - Renê (Renê Rodrigues Martins dit), footballeur brésilien.
  - Cassie Sharpe, skieuse acrobatique canadienne spécialiste de half-pipe.
  - Karl Toko-Ekambi, footballeur international camerounais.
  - Danielle Williams, athlète jamaïcaine, spécialiste du 100 mètres haies.
  - Zico (Woo Ji-Ho dit), rappeur, producteur, auto-compositeur interprète sud-coréen.
- 1993 : 
  - Ramzi Boukhiam, surfeur marocain.
  - Travis Boyd, joueur professionnel américain de hockey sur glace.
  - Ashley Caldwell, skieuse acrobatique américaine spécialisée dans le saut acrobatique.
  - Perry Ellis, joueur américain de basket-ball.
  - Justin Mottier, coureur cycliste français.
  - Mamadou N'Diaye, joueur de basket-ball sénégalais.
  - Barbora Neckářová, joueuse de volley-ball tchèque.
  - Noah Sadaoui, footballeur américain d'origine marocaine.
- 1994 : 
  - Brahim Darri, footballeur néerlando-marocain.
  - Foxy Di, actrice pornographique russe.
  - Léo Dubois, footballeur français.
  - Magne Haga, fondeur norvégien.
  - Gary Harris, basketteur américain.
  - Yuya Kamoto, gymnaste japonais.
  - Akari Kurishima, footballeuse internationale japonaise.
  - Fahad al-Muwallad, footballeur saoudien.
  - Daniel O'Shaughnessy, footballeur international finlandais.
  - Rohan du Plooy, coureur cycliste sud-africain.
  - Hossein Vafaei, joueur de snooker professionnel iranien.
- 1995 : 
  - Antonin Bobichon, footballeur français.
  - Fernando Calero, footballeur espagnol.
  - Jevon Carter, basketteur américain.
  - Imène Cherif-Sahraoui, skipper algérienne.
  - Pape Abou Cissé, footballeur sénégalais.
  - Stuart Findlay, footballeur international écossais.
  - Jason Fuchs, joueur professionnel suisse de hockey sur glace.
  - Sim Jae-young, taekwondoïste sud-coréenne.
  - Wassila Lkhadiri, boxeuse française.
  - Rika Masuya, joueuse internationale de football japonaise.
  - Jaime Nared, joueuse de basket-ball américaine.
  - Sander Sagosen, joueur norvégien de handball professionnel.
  - Sorn Seavmey, taekwondoïste cambodgienne.
  - Deshaun Watson, joueur professionnel américain de football américain.
  - Nawfel Zerhouni, footballeur marocain.
- 1996 :
  - Hoshi (Mathilde Gerner dite), chanteuse française.
  - Tobias Kongstad, coureur cycliste danois.
- 1997 :
  - Nicolás Cabrera, coureur cycliste chilien.
  - Phannapa Harnsujin, taekwondoïste thaïlandaise.
  - Jared Harper, joueur américain de basket-ball.
  - Benjamin Ingrosso, auteur-compositeur-interprète suédois.
  - Veronika Machyniaková, biathlète slovaque.
  - Minami, chanteuse et compositrice japonaise de Saitama.
  - Simon Olsson, footballeur suédois.
  - Dominic Solanke, footballeur anglais.
  - Andriy Yatsenko, lutteur ukrainien, spécialiste de lutte libre.
- 1998 :
  - Nicolás Capaldo, footballeur argentin.
  - Akim Djaha, footballeur international comorien.
- 1999 :
  - Emma Kenney, actrice américaine.
  - Alexis Mathieu, judoka français.
- 2000 :
  - Ethan Ampadu, footballeur international gallois.
  - Nah'Shon Hyland, joueur américain de basket-ball.
  - Indrit Tuci, footballeur albanais.

### XXIesiècle
- 2002 : Pape Matar Sarr, footballeur sénégalais.

## Décès

### Vesiècle
- 407 : Jean Chrysostome, saint des Églises catholique, orthodoxe et copte (° v. 344 - 349).

### XIIesiècle
- 1174 : Pierre de Tarentaise, moine cistercien français (° 1102).

### XIVesiècle
- 1321 : Dante Alighieri, poète florentin (° 29 mai 1265).

### XVIesiècle
- 1523 : Adrien VI, 218e pape, en fonction de 1522 à 1523 (° 2 mars 1459).
- 1538 : Henri III de Nassau-Breda, militaire des Pays-Bas bourguignons (° 12 janvier 1483).
- 1596 : Francisco de Toledo, prélat espagnol (° 4 octobre 1532).

### XVIIIesiècle
- 1709 : Luis Manuel Fernández Portocarrero, prélat espagnol (° 8 janvier 1635).
- 1712 : Jean-Dominique Cassini, astronome français (° 8 juin 1625).
- 1759 : Louis-Joseph de Montcalm, militaire français (° 28 février 1712).

### XIXesiècle
- 1809 : Jean Boudet, général de division français (° 9 février 1769).
- 1821 : Stanisław Kostka Potocki, noble, homme politique et écrivain polonais (° novembre 1755).
- 1833 : Antoine Merlin de Thionville, homme politique français (° 13 septembre 1762).
- 1836 : Marie-Thérèse Charlotte de Lamourous, fondatrice des sœurs de la Miséricorde (° 1er novembre 1754).
- 1851 : James Fenimore Cooper, écrivain américain (° 15 septembre 1789).
- 1852 : Arthur Wellesley de Wellington, militaire et homme politique britannique, Premier ministre de 1828 à 1830 et en 1834 (° 30 avril 1769).
- 1886 : Gurdon Saltonstall Hubbard, homme d'affaires américain (° 22 août 1802).
- 1887 : Anna Brassey, écrivaine voyageuse britannique (° 7 octobre 1839).
- 1898 : William Seward Burroughs I, inventeur américain (° 28 janvier 1857).

### XXesiècle
- 1901 : William McKinley, juriste et homme politique américain, 25e président des États-Unis, en fonction de 1897 à 1901 (° 29 janvier 1843).
- 1905 : 
  - Odoardo Borrani, peintre italien (° 22 août 1833).
  - Pierre Savorgnan de Brazza, explorateur français (° 26 janvier 1852).
- 1909 : Charles Follen McKim, architecte américain (° 24 août 1847).
- 1915 : Dmitri Arseniev (Дмитрий Сергеевич Арсенье), militaire et écrivain russe (° 14 septembre 1832).
- 1927 : 
  - Hugo Ball, écrivain et poète dada allemand (° 22 février 1886).
  - Isadora Duncan, danseuse américaine (° 26 mai 1877).
- 1932 : Jean Cras, officier de marine et compositeur breton et français (° 22 mai 1879).
- 1934 : Kate Millett, écrivaine féministe, peintre, sculptrice, réalisatrice et photographe américaine († 6 septembre 2017).
- 1936 : Irving Thalberg, producteur de cinéma américain (° 30 mai 1899).
- 1943 : 
  - Rune Carlsson, joueur de football suédois (° 1er octobre 1909).
  - Lloyd Loar, luthier américain (° 9 janvier 1886).
- 1944 :
  - Roméo Sabourin, agent secret canadien (° 1er janvier 1923).
  - Jean-Édouard Verneau, officier français du génie devenu résistant (° 1890).
- 1959 : Wayne Morris, acteur américain (° 17 février 1914).
- 1973 :
  - Albert Skira, éditeur d'art suisse (° 10 août 1904).
  - Vladimír Syrovátka, canotier tchécoslovaque (° 19 juin 1908).
- 1978 : Jone Morino, actrice italienne (° 28 avril 1896).
- 1980 : Albert Mahuzier, explorateur français (° 14 janvier 1907).
- 1981 : Walter « Furry » Lewis, chanteur, instrumentiste et compositeur de blues américain (° 6 mars 1893).
- 1982 :
  - Kristján Eldjárn, homme politique islandais, président de la République de 1968 à 1980 (° 6 décembre 1916).
  - Christian Ferras, violoniste français (° 17 juin 1933).
  - Béchir Gemayel (بشير الجميل), homme politique libanais, président du Liban d'août à septembre 1982 (° 10 novembre 1947).
  - Grace Kelly, actrice américaine, puis princesse de Monaco (° 12 novembre 1929).
- 1983 : Ernst Moritz Hess, juge d'origine juive commandant de compagnie d'Hitler pendant la Première Guerre mondiale (° 20 mars 1890).
- 1984 :
  - Richard Brautigan, écrivain et poète américain (° 30 janvier 1935).
  - Janet Gaynor, actrice américaine (° 6 octobre 1906).
- 1989 : Pérez Prado, chef d'orchestre et compositeur cubain (° 11 décembre 1916).
- 1992 : Paul Joseph James Martin, homme politique canadien, élu ministre, député et sénateur (° 23 juin 1903).
- 1993 : Carlos De Baeck, avocat et homme politique belge (° 28 janvier 1906).
- 1996 :
  - Rose Ouellette, comédienne canadienne (° 25 août 1903).
  - Juliet Prowse, actrice et danseuse sud-africaine (° 25 septembre 1936).
- 1998 : Yang Shangkun (杨尚昆), homme politique chinois, président de la république populaire de Chine de 1988 à 1993 (° 5 juillet 1907).
- 1999 : Charles Crichton, producteur, réalisateur et scénariste britannique (° 6 août 1910).

### XXIesiècle
- 2002 :
  - Henri Fenet, milicien et SS français (° 11 juillet 1919).
  - Lolita Torres, actrice et chanteuse argentine (° 26 mars 1930).
- 2003 : John Serry, accordéoniste de concert et compositeur italo-américain (⁰ 29 janvier 1915).
- 2004 : Mamoru Takuma, tueur de masse japonais, il est exécuté par pendaison (° 23 novembre 1963).
- 2005 :
  - Vladimir Volkoff, écrivain français (° 7 novembre 1932).
  - Robert Wise, cinéaste américain (° 10 septembre 1914).
- 2006 : Mickey Hargitay, acteur américain (° 6 janvier 1926).
- 2007 :
  - Jacques Martin, homme de télévision et de radio français (° 22 juin 1933).
  - Robert Savoie, artiste lyrique canadien (° 21 avril 1927).
  - Supernana (Catherine Pelletier dite), animatrice de radio et de télévision française (° 6 février 1954).
  - Benny Vansteelant, athlète belge (° 19 novembre 1976).
- 2009 : 
  - Henry Gibson, acteur américain (° 21 septembre 1935).
  - Darren Sutherland, boxeur irlandais (° 18 avril 1982).
  - Patrick Swayze, acteur américain (° 18 août 1952).
- 2010 : Mohammed Arkoun, intellectuel, historien et philosophe algérien (° 1er février 1928).
- 2011 :
  - Gilles Chaillet, scénariste et dessinateur de bande dessinée français (° 3 juin 1946).
  - Rudolf Mössbauer, physicien allemand (° 31 janvier 1929).
- 2012 : 
  - Jacques Antoine, homme de télévision et de radio français (° 14 mars 1924).
  - Pierre Courtin, peintre et graveur français (° 20 janvier 1921).
  - Frank Dudley, footballeur anglais (° 9 mai 1925).
  - Stephen Dunham, acteur américain (° 14 septembre 1964).
  - Jean Garretto, homme de radio français (° 20 février 1932).
  - Jean-Louis Heinrich, footballeur français (° 22 mai 1943).
  - Ernest Kallet Bialy, footballeur ivoirien (° 1943 ou 1944).
  - Winston Rekert, acteur canadien (° 10 juillet 1949).
- 2013 :
  - Simone Barillier, actrice et mannequin française (° 1er avril 1917).
  - Gérard Jodar, syndicaliste néocalédonien (° 1952).
  - Faith Leech, nageuse australienne (° 31 mars 1941).
- 2014 :
  - Bruno Castanheira, cycliste sur route portugais (° 4 février 1977).
  - Jacques Delarue, résistant et policier français (° 18 septembre 1919).
  - André Heinrich, réalisateur français (° 5 août 1923).
  - Miroslav Hlinka, hockeyeur sur glace slovaque (° 31 août 1972).
  - Angus Lennie, acteur écossais (° 18 avril 1930).
  - Constantin Melnik, agent des services de renseignements français (° 24 octobre 1927).
- 2015 :
  - Iouri Afanassiev, historien et homme politique soviétique puis russe (° 5 septembre 1934).
  - Fred DeLuca, restaurateur américain (° 3 octobre 1947).
  - György Mészáros, kayakiste hongrois (° 30 avril 1933).
  - Corneliu Vadim Tudor, journaliste et homme politique roumain (° 28 novembre 1949).
- 2016 : 
  - Valeriy Abramov, athlète de fond soviétique puis russe (° 22 août 1956).
  - Pierre-Pascal Rossi, journaliste et écrivain suisse (° 1943).
- 2017 : 
  - George Englund, monteur, réalisateur, producteur et acteur américain (° 22 juin 1926).
  - Grant Hart, musicien et chanteur américain (° 18 mars 1961).
  - Marcel Herriot, évêque français (° 18 mai 1934).
  - Djibo Leyti Kâ, homme politique sénégalais (° 21 février 1948).
  - Ata Kandó, photographe néerlandaise (° 17 septembre 1913).
  - Lungtok Tenpai Nyima, chef religieux tibétain (° 1er juin 1927).
  - Peter Tschernig, chanteur allemand (° 12 avril 1945).
  - Otto Wanz, catcheur (lutteur professionnel) et promoteur de catch autrichien (° 13 juillet 1943).
- 2018 : 
  - Jean Barzin, homme politique belge wallon (° 12 février 1947).
  - Max Bennett, contrebassiste et bassiste américain de jazz (° 24 mai 1928).
  - Anneke Grönloh, chanteuse néerlandaise (° 7 juin 1942).
  - Branko Grünbaum, mathématicien israélien (° 12 octobre 1929).
  - Zienia Merton, actrice britannique (° 11 décembre 1945).
  - Carlos Rubira Infante, chanteur et compositeur de musique équatorien (° 16 septembre 1921).
- 2019 : 
  - Else Ackermann, pharmacologue et femme politique allemande (° 6 novembre 1933).
  - Jean Heywood, actrice britannique (° 15 juillet 1921).
  - Sam Szafran, artiste peintre français (° 19 novembre 1934).
  - Roberto Villetti, homme politique Italien (° 24 août 1944).
- 2020 :
  - Robert Chabbal, physicien français (° 6 février 1927).
  - François Debré, journaliste et écrivain français, lauréat du prix Albert-Londres en 1977 (° 3 avril 1942).
  - William Henry Gates II, avocat et juriste américain (° 30 novembre 1925).
  - Daniel Soulage, homme politique français (° 14 février 1942).
- 2021 :
  - David Yonggi Cho, pasteur pentecôtiste sud-coréen (° 14 février 1936).
  - Franck Hammoutène, architecte français (° 28 mai 1954).
  - Hubert de Lapparent, acteur français devenu centenaire et le doyen des acteurs français (° 19 avril 1919).
  - Norm Macdonald, acteur et humoriste canadien (° 17 octobre 1959).
  - Ida Nudel, activiste soviétique puis israélienne (° 27 avril 1931).
  - Antonio Martínez Sarrión, poète, essayiste et un traducteur espagnol (° 1er février 1939).
  - Youri Sedykh, lanceur de marteau soviétique puis ukrainien (° 11 juin 1955).
- 2022 : 
  - Naresh Kumar, Michel Verschueren.
  - Irène Papas, actrice et chanteuse grecque (° vers le 3 septembre 1926 voire 1929).
- 2023 :
  - Marcel Agboton, prélat catholique béninois (° 16 janvier 1941).
  - Pearl Bowser, écrivaine, réalisatrice, productrice et archiviste de cinéma américaine (° 25 juin 1931).
  - Carlo De Simone, linguiste italien (° 22 novembre 1932).
  - Laurence Gavron, cinéaste, scénariste, photographe et femme de lettres franco-sénégalaise (° 3 mai 1955).
  - Luca Giustolisi, poloïste italien (° 13 mars 1970).
  - Basil van Rooyen, pilote automobile sud-africain (° 19 avril 1939).
- 2024 :
  - Berit Ås, femme politique et chercheuse norvégienne (° 10 avril 1928).
  - Otis Davis, athlète de sprint américain (° 12 juillet 1932).
  - Jean-Michel Dupuis, acteur français (° 2 février 1955).
  - Brenda Fajardo, peintre et graveuse philippine (° 8 mars 1940).
  - Kamel Ouejdide, footballeur marocain (° 1er mai 1980).
  - Jaber al-Moubarak al-Ahmad al-Sabah, prince et homme politique koweïtien (° 5 janvier 1942).

## Célébrations

### Internationale
- Mexique : día nacional del charro[9] / « journée nationale du cavalier ».

### Religieuses
- Christianisme : 
  - fête de la vraie Sainte Croix ou exaltation de la Sainte-Croix, une des plus anciennes solennités liturgiques de l'Église chrétienne puisqu'elle se célébrait déjà au IVe siècle à Jérusalem (et voir reliques saintes de la Sainte Chapelle et la cathédrale Notre-Dame à Paris) ;
  - jadis début de la semaine des Quatre-Temps d'automne en chrétienté, entre 14 septembre et début de l'automne à date mobile d'équinoxe.

### Saints des Églises chrétiennes

#### Catholiques et orthodoxes
Saints du jour, :
- Céréal et Sallustie († v. 252), Martyrs à Rome.
- Cormac († v. 908), évêque de Cashel et roi de Munster en Irlande.
- Corneille († 253), 21e pape de 251 à 253 et martyr.
- Crescent († 303), jeune enfant, fils de saint Euthyme, martyr à Rome sous Dioclétien, décapité sur la Via Salaria.
- Cyprien de Carthage († 258), évêque de Carthage et martyr sous Valérien ; date occidentale, fêté le 31 août en Orient[12].
- Jean Chrysostome († 407), date de sa dormition (saint patron du chanteur Carlos).
- Materne († entre 325 et 344), évêque de Tongres, de Trèves et de Cologne.

#### Saints catholiques
Saints du jour :
- Albert de Jérusalem (1150 - 1214), né en Émilie (aujourd'hui en Italie) et mort poignardé en Terre sainte, confesseur, puis évêque de Bobbio, de Verceil et patriarche latin de Jérusalem. Fêté également le 17 septembre.
- Claude Laplace († 1794), bienheureux, prêtre d'Autun et martyr des pontons de Rochefort sous la Révolution française.
- Gabriel-Taurin Dufresse († 1815), évêque missionnaire et martyr, décapité à Chengdu, en Chine.
- Notburge de Rattenberg († 1313) servante.
- Pierre de Tarentaise (1102 - vers 1174) - ou « Pierre le Vénérable », « Pierre II de Tarentaise », ou « Pierre du Dauphiné » -, berger dauphinois, devenu évêque de Tarentaise ; fêté aussi localement le 8 mai.

### Prénoms du jour
Bonne fête aux Corneille, Cornelius, Cornélius et leurs formes féminines Cornelia, Cornélia et Cornélie.
Et aussi aux :
- Cruz, Cross (voir Sainte-Croix ci-avant) ;
- aux Cyprien, Cipriano, Cyprian et leurs formes féminines Cyprienne et Cypriane ;
- aux Dante,
- aux Exalt(e) (prénom masculin voire épicène parfois attribué en Polynésie française en référence à la fête chrétienne de l'Exaltation de la Sainte Croix, voir les "Fête nat(e)" des 14 juillet francophones par exemple).
- Aux Lubin,
- Materne (voir Patern(e) les 15 avril etc.) ;
- aux Modan et sa variante aussi bretonne Maodan.

## Traditions et superstitions

### Dicton du jour
- « À la sainte-Croix, cueille tes pommes et gaule tes noix. »[13]

### Astrologie
- Signe du zodiaque : vingt-troisième jour du signe astrologique de la Vierge.

## Toponymie
- Plusieurs voies, places, sites ou édifices de pays ou provinces francophones contiennent la date du jour dans leur nom sous différentes graphies possibles : voir Quatorze-Septembre.